# Cynthia Falabella
Cynthia Lima Falabella (Belo Horizonte, Minas Gerais, 19 de enero de 1972) es una actriz brasileña, reconocida por sus actuaciones en las telenovelas El clon, América y Corações Feridos.

## Carrera
Su primera experiencia como actriz de televisión fue reemplazando a su hermana Débora en la telenovela El clon mientras se encontraba en el hospital recuperándose de una enfermedad. Cuatro años más tarde apareció en la telenovela América, interpretando el papel de Cidinha.
Sus créditos en el cine incluyen participaciones en películas como A Hora Vagabunda (1998), Os 12 Trabalhos (2006), Chico Xavier (2010) y Cada Dia Uma Vida Inteira (2015). También ha estado activa en el teatro, debutando en la obra O Tempo e Os Conways en 2006.
Hija del actor Rogério Falabella y de la cantante Maria Olympia, Cynthia es hermana de la también actriz Débora Falabella.

## Filmografía

### Televisión
- 2001 -	O Clone
- 2005 -	América
- 2008 -	Tempo Final
- 2010 -	A Vida Alheia
- 2011 -	Aquele Beijo
- 2012 -	Corações Feridos

### Cine
- 1998 -	A Hora Vagabunda
- 2004 -	Aqueles Dias
- 2005 -	Manual Para Atropelar Cachorro
- 2006 -	Os 12 Trabalhos
- 2007 -	5 Frações de Uma Quase História
- 2008 -	Quarto 38
- 2010 -	Chico Xavier
- 2011 -	Essa Maldita Vontade de Ser Pássaro
- 2012 -	De Outros Carnavais